# Герлах (Невада)
Герлах (англ. Gerlach) — переписна місцевість (CDP) в США, в окрузі Дуглас штату Невада. Населення — 130 осіб (2020).

## Географія
Герлах розташований за координатами 40°38′43″ пн. ш. 119°21′41″ зх. д. / 40.64528° пн. ш. 119.36139° зх. д. (40.645167, -119.361346).  За даними Бюро перепису населення США в 2010 році переписна місцевість мала площу 8,09 км², уся площа — суходіл.

## Демографія
Згідно з переписом 2010 року, у переписній місцевості мешкало 206 осіб у 102 домогосподарствах у складі 51 родини. Густота населення становила 25 осіб/км².  Було 151 помешкання (19/км²).
Расовий склад населення:
| - 97,6 % — білих - 1,5 % — корінних американців - 1,0 % — азіатів |

До двох чи більше рас належало 0,0 %. Частка іспаномовних становила 6,8 % від усіх жителів.
За віковим діапазоном населення розподілялося таким чином: 15,5 % — особи молодші 18 років, 67,0 % — особи у віці 18—64 років, 17,5 % — особи у віці 65 років та старші. Медіана віку мешканця становила 49,0 року. На 100 осіб жіночої статі у переписній місцевості припадало 116,8 чоловіків;  на 100 жінок у віці від 18 років та старших — 126,0 чоловіків також старших 18 років.
Середній дохід на одне домашнє господарство  становив 32 012 долари США (медіана — 27 788), а середній дохід на одну сім'ю — 20 606 доларів (медіана — 23 875). 
Цивільне працевлаштоване населення становило 48 осіб. Основні галузі зайнятості: мистецтво, розваги та відпочинок — 39,6 %.